# PANDORA 君の名前を僕は知る
『PANDORA 君の名前を僕は知る』（パンドラ きみのなまえをぼくはしる）は、アイディアファクトリーより2010年11月25日に発売されたPlayStation 2用ソフト。

## システム
主人公は、軍に所属して自身のパラメーターを上げたり、キャラクターたちと交流を図る。
テキスト選択型のアドベンチャーゲームの体制をとっているが、一部の選択シーンでは時間制限が設けられている。
デモミッションモードというクイズ形式のゲームも存在し、解答時間は10秒。

## 登場人物
カンナ・イソラ（名前変更可）
主人公。枢軸に暮らしている。両親は公国からの亡命者。
カズト・ブラッドレー
声 - 日野聡
カンナの幼馴染。
ユウキ・ベレスフォード
声 - 水島大宙
カンナの幼馴染で、平和ボケしているところがある。
マクシミリアン・スパーヴィア
声 - 関俊彦
軍人一家に生まれ育った公国陸軍の大将。
キース・ヴィディエ
声 - 千葉一伸
連合空軍大将。カンナに対しては冷たいものの、捕虜を死なせることを嫌う。
ボリス・アダモフ
声 - 大川透
第三者勢力ORACLEのリーダー。
ジョーカー
声 - 一条和矢
ORACLEなどに情報を流すブローカー。
イスパーダ・アウステル
声 - 西健亮
ORACLEのメンバー。
トラヴィス・ラングリッチ
声 - 笹沼尭羅
マクシミリアンの部下。
レイモンド・ベイル
声 - 村上和也
ロニーとは双子の兄弟。
ロニー・ベイル
声 - 吉村和紘

リプス・シエロスタ
声 - 山口眞弓
ORACLEのメンバー。
ジュリアンナ・ラヴィニア・エイヴァリー
声 - 佐久間紅美
連合海軍中将。周りからはキースの婚約者とみなされているが、本人は否定している。
ロバート・ニコルソン
声 - 綱川博之
連合空軍中将。
ダグラス・スパーヴィア
声 - 三上哲
マクシミリアンの父で、現在は公国の指導者軍団・十老院の一員として政治をになっている。マクシミリアンが生まれても、仕事を優先していた。
ヘンリー・アーネスト
声 - 宮澤正
公国の元老院のリーダーで、マクシミリアンを孫のようにかわいがっている。
アシュリー・コレット
声 - 飯田奈保美
公国の陸軍の楽隊員（トランペット）で、戦闘には参加していない。

## 主題歌
- OP『OVER TRUTH』
  - 歌 - CRUES NOVER
  - 作詞 - RIKIYA
  - 作曲・編曲 - SATOSHI
- ED『FEEL』
  - 歌 - CRUES NOVER
  - 作詞 - RIKIYA
  - 作曲・編曲 - SATOSHI

### キャラクターソング
- 『永久のシルエット』
  - 歌 - カズト・ブレッドレー（日野聡）
  - 作詞 - RIKIYA
  - 作曲・編曲 - SATOSHI
- 『Dear』
  - 歌 - ユウキ・ベレスフォード（水島大宙）
  - 作詞 - RIKIYA
  - 作曲・編曲 - SATOSHI
- 『Chess』
  - 歌 - マクシミリアン・スパーヴィア（関俊彦）
  - 作詞 - RIKIYA
  - 作曲・編曲 - SATOSHI
- 『刻の行方......last smile』
  - 歌 - キース・ヴィディエ（千葉一伸）
  - 作詞 - RIKIYA
  - 作曲・編曲 - SATOSHI
- 『リフレイン』
  - 歌 - ボリス・アダモフ（大川透）
  - 作詞 - RIKIYA
  - 作曲・編曲 - SATOSHI
- 『Love Syndrome』
  - 歌 - ジョーカー（一条和矢）
  - 作詞 - RIKIYA
  - 作曲・編曲 - SATOSHI